# Eric IV di Sassonia-Lauenburg
Eric IV di Sassonia-Lauenburg (Ratzeburg, 1354 – Ratzeburg, 21 giugno 1411) è stato Duca di Sassonia-Lauenburg.

## Biografia
Eric IV era figlio del duca Eric II di Sassonia-Lauenburg e di sua moglie Agnese di Schauenburg-Holstein-Plön, figlia del conte Giovanni III di Holstein-Plön. Eric IV succedette al padre nel 1368 come duca di Sassonia-Ratzeburg-Lauenburg. Nel 1401 egli ereditò il ducato di Sassonia-Bergedorf-Mölln da suo cugino di secondo grado Eric III. Eric IV riunì così i due rami della famiglia nell'unico ramo di Sassonia-Lauenburg.
I territori confinanti di Brema, Amburgo e Holstein-Kiel erano stati un feudo del duca Eric II e di suo cugino Alberto V dal 1363. Nel 1378 il principe-arcivescovo Alberto II si riconciliò con Eric IV, che sposò inoltre la nipote di Alberto, Sofia. Eric IV e Alberto II siglarono quindi una pace che concluse definitivamente le future dispute - specialmente riguardo all'exclave sassone di Hadeln, presso i confini dell'arcidiocesi - senza l'uso della violenza.

## Matrimonio e figli
L'8 aprile 1373 Eric IV sposò Sofia di Brunswick-Wolfenbüttel (1358–c. 28 maggio 1416), figlia del duca Magnus II di Brunswick-Wolfenbüttel. La coppia ebbe i seguenti figli:
- Eric V (?–1436), duca di Sassonia-Lauenburg;
- Giovanni IV (?–1414), duca di Sassonia-Lauenburg;
- Alberto (?–1421), canonico ad Hildesheim;
- Magnus (?–1452), principe-vescovo di Cammin 1410–1424, poi principe-vescovo di Hildesheim;
- Bernardo III (?–1463), duca di Sassonia-Lauenburg;
- Ottone (?– prima del 1431);
- Agnese (?– prima del 1415), sposò Alberto II di Holstein-Rendsburg (?–1403);
- Agnese (?– c. 1435), sposò Wartislaw VIII di Pomerania-Barth (1373-1415);
- Caterina (?– prima del 1448), sposò Giovanni VII di Werle (?– 1414), poi sposò il duca Giovanni IV di Meclemburgo (prima del 1370–1422);
- Sofia (?–1462), sposò Wartislaw IX di Pomerania -Barth (c. 1400–1457), madre di Eric II di Pomerania-Wolgast.

## Ascendenza
|                                                                     |                                      |                                           | Genitori                                 |  |  | Nonni |  |  | Bisnonni                                 |  |  | Trisnonni                       |  |
|                                                                     |                                      |                                           |                                          |  |  |       |  |  | Giovanni I, I duca di Sassonia-Lauenburg |  |  | Alberto I, XIX duca di Sassonia |  |
|                                                                     |                                      |                                           |                                          |  |  |       |  |  | Giovanni I, I duca di Sassonia-Lauenburg |  |  | Alberto I, XIX duca di Sassonia |  |
|                                                                     |                                      | Elena di Brunswick-Lüneburg               |                                          |  |  |       |  |  | Giovanni I, I duca di Sassonia-Lauenburg |  |  |                                 |  |
| Eric I, II duca di Sassonia-Lauenburg                               |                                      |                                           |                                          |  |  |       |  |  | Giovanni I, I duca di Sassonia-Lauenburg |  |  |                                 |  |
|                                                                     |                                      | Ingeborg Birgersdotter                    | Birger Magnusson                         |  |  |       |  |  |                                          |  |  |                                 |  |
|                                                                     |                                      | Ingeborg Birgersdotter                    | Birger Magnusson                         |  |  |       |  |  |                                          |  |  |                                 |  |
|                                                                     |                                      | Ingeborg Birgersdotter                    | Ingeborg di Svezia                       |  |  |       |  |  |                                          |  |  |                                 |  |
| Eric II, III duca di Sassonia-Lauenburg                             |                                      | Ingeborg Birgersdotter                    |                                          |  |  |       |  |  |                                          |  |  |                                 |  |
|                                                                     |                                      | Boghislao IV, I duca di Pomerania-Wolgast | Barnim I, III duca di Pomerania-Stettino |  |  |       |  |  |                                          |  |  |                                 |  |
|                                                                     |                                      | Boghislao IV, I duca di Pomerania-Wolgast | Barnim I, III duca di Pomerania-Stettino |  |  |       |  |  |                                          |  |  |                                 |  |
|                                                                     |                                      | Boghislao IV, I duca di Pomerania-Wolgast | Margherita                               |  |  |       |  |  |                                          |  |  |                                 |  |
| Elisabetta di Pomerania                                             |                                      | Boghislao IV, I duca di Pomerania-Wolgast |                                          |  |  |       |  |  |                                          |  |  |                                 |  |
|                                                                     |                                      | Margherita di Rügen                       | Vitslav II, VI principe di Rügen         |  |  |       |  |  |                                          |  |  |                                 |  |
|                                                                     |                                      | Margherita di Rügen                       | Vitslav II, VI principe di Rügen         |  |  |       |  |  |                                          |  |  |                                 |  |
|                                                                     |                                      | Margherita di Rügen                       | Agnese di Brunswick-Lüneburg             |  |  |       |  |  |                                          |  |  |                                 |  |
| Eric IV, IV duca di Sassonia-Lauenburg                              |                                      | Margherita di Rügen                       |                                          |  |  |       |  |  |                                          |  |  |                                 |  |
|                                                                     | Gerardo II, I conte di Holstein-Plön | Gerardo I, I conte di Holstein-Itzehoe    |                                          |  |  |       |  |  |                                          |  |  |                                 |  |
|                                                                     | Gerardo II, I conte di Holstein-Plön | Gerardo I, I conte di Holstein-Itzehoe    |                                          |  |  |       |  |  |                                          |  |  |                                 |  |
|                                                                     | Gerardo II, I conte di Holstein-Plön | Elisabetta di Meclemburgo                 |                                          |  |  |       |  |  |                                          |  |  |                                 |  |
| Giovanni III, III conte di Holstein-Plön e V conte di Holstein-Kiel | Gerardo II, I conte di Holstein-Plön |                                           |                                          |  |  |       |  |  |                                          |  |  |                                 |  |
|                                                                     |                                      | Agnese di Brandeburgo                     | Giovanni I, V margravio di Brandeburgo   |  |  |       |  |  |                                          |  |  |                                 |  |
|                                                                     |                                      | Agnese di Brandeburgo                     | Giovanni I, V margravio di Brandeburgo   |  |  |       |  |  |                                          |  |  |                                 |  |
|                                                                     |                                      | Agnese di Brandeburgo                     | Brigitta di Sassonia                     |  |  |       |  |  |                                          |  |  |                                 |  |
| Agnese di Holstein-Kiel                                             |                                      | Agnese di Brandeburgo                     |                                          |  |  |       |  |  |                                          |  |  |                                 |  |
|                                                                     |                                      | Enrico III, II duca di Głogów             | Corrado I, I duca di Głogów              |  |  |       |  |  |                                          |  |  |                                 |  |
|                                                                     |                                      | Enrico III, II duca di Głogów             | Corrado I, I duca di Głogów              |  |  |       |  |  |                                          |  |  |                                 |  |
|                                                                     |                                      | Enrico III, II duca di Głogów             | Salomea Odonicówna                       |  |  |       |  |  |                                          |  |  |                                 |  |
| Caterina di Głogów                                                  |                                      | Enrico III, II duca di Głogów             |                                          |  |  |       |  |  |                                          |  |  |                                 |  |
|                                                                     |                                      | Matilde di Brunswick-Lüneburg             | Alberto I, II duca di Brunswick-Lüneburg |  |  |       |  |  |                                          |  |  |                                 |  |
|                                                                     |                                      | Matilde di Brunswick-Lüneburg             | Alberto I, II duca di Brunswick-Lüneburg |  |  |       |  |  |                                          |  |  |                                 |  |
|                                                                     |                                      | Matilde di Brunswick-Lüneburg             | Alessia del Monferrato                   |  |  |       |  |  |                                          |  |  |                                 |  |
|                                                                     |                                      | Matilde di Brunswick-Lüneburg             |                                          |  |  |       |  |  |                                          |  |  |                                 |  |